# Envelope
Pour les articles homonymes, voir Enveloppe.
Pour plus de détails, voir Fiche technique et Distribution.
Envelope est un court métrage biographique américain écrit et réalisé par Aleksey Nuzhny et sorti en 2012.
Le film s'inspire des événements réels qui ont marqué la vie du journaliste et écrivain soviétique Evgueni Petrov. L'action est datée de l'année 1985.

## Synopsis
Depuis l'âge de six ans, Evgeniy Petrov, habitant Sébastopol, a comme passe-temps d'écrire des lettres à des amis imaginaires en choisissant chaque fois un nom fictif différent pour ses adresses. Les enveloppes reviennent, mais embellies par des timbres et cachets étrangers souvent colorés. Tout au long de sa vie, il accumule des lettres de nombreux pays à travers le monde entier. Mais il reçoit un jour une lettre provenant de Nouvelle-Zélande de quelqu'un qui prétend le connaître. Peu après réception de cette lettre, un premier lieutenant et deux soldats du KGB arrivent de Moscou pour l'interroger.

## Distribution
- Kevin Spacey : Evgueni
- Alanna Ubach : Tanya
- David Meunier : le lieutenant
- Anthony Skordi : Pavel
- Cody Caira : le premier assistant du lieutenant
- Mike Dirksen : l'assistant du lieutenant
- Andrei Gajzago : le facteur